# La Femme de l'enfer
Pour plus de détails, voir Fiche technique et Distribution.
La Femme de l'enfer (地獄の貴婦人, Jigoku no kifujin) est un film japonais réalisé par Motoyoshi Oda, sorti en 1949. Coécrit par Motosada Nishiki et Akira Kurosawa,, il est considéré comme l'un des films les plus connus d'Oda.

## Synopsis
Cela fait trois ans et demi que Hiroshima et Nagasaki ont été bombardées, et l'économie japonaise ne croît plus lentement en raison de l'inflation. Pour équilibrer la balance fiscale, les autorités fiscales ont mis en place une équipe de "T-men" chargée de détecter l'évasion fiscale, principale cause de l'inflation. Le bâtiment s'appelle Fujimura Sangyo et il est situé en face de celui-ci. Alors qu'un groupe de T Men inspecte les livres du bureau, Yoshioka, Kano, Mihara et d'autres sont accompagnés par la police ; cependant, les doubles livres en question ne sont pas présents. Quelques minutes plus tard, Fujimura, le président de la société, entre et rit sans raison. Tachibana, du journal économique, persiste cependant dans son attachement à Fujimura. L'ancienne comtesse Mibu et Nango, cadre du Parti du Centre, sortent ensemble depuis quelque temps. Elle est également dans le collimateur de Fujimura. Dans le monde des partis politiques et de Fujimura Sangyo, une relation étroite a conduit à un enchevêtrement impliquant Mme Mibu, centré sur les « doubles livres ». Le journaliste Tachibana a reconnu le lien entre Nango et Fujimura Sangyo. En coopération avec Yoshioka et d'autres membres de T Men, il a commencé à chercher où se trouvaient les doubles livres, mais Fujimura n'a révélé aucune preuve. Le reporter Tachibana a soudainement disparu, laissant derrière lui la nouvelle qu'il avait capturé un certain point. Une action d'envergure a été lancée entre la police et les T Men. Nango a également souffert de l'argent et des femmes, comme Fujimura et ses amis. Pour gagner du pouvoir, Fujimura fera tout ce qu'il pense être juste. Fujimura finit par éliminer Mme Mibu de Nango. Nango ne peut pas lâcher Mlle Mibu, mais il les suit jusqu'à Atami, puis jusqu'à T Men. Un groupe de policiers. La mort de Fujimura a poussé Nango et Mme Mibu à tout régler après le meurtre de Tachibana. Les T-men marmonnent : « L'avenir est important ».

## Fiche technique
Sauf indication contraire, les informations mentionnées dans cette section peuvent être confirmées par la base de données cinématographiques IMDb,  présente dans la section « Liens externes ».
- Titre original : 地獄の貴婦人 (Jigoku no kifujin?)
- Titre français : La Femme de l'enfer
- Réalisation : Motoyoshi Oda
- Scénario : Motosada Nishiki et Akira Kurosawa[1]
- Décors : Minoru Esaka
- Photographie : Shunichirō Nakao[1]
- Musique : Ryōichi Hattori[1]
- Production : Tomoyuki Tanaka et Keiji Matsuzaki[1]
- Sociétés de production : Tōhō et Matsuzaki Productions[1]
- Société de distribution : Tōhō
- Pays d'origine :  Japon
- Langue originale : japonais
- Format : noir et blanc — 1.37 : 1 — 35 mm
- Genre : drame, action
- Durée : 72 minutes[1]
- Dates de sortie :
  - Japon : 15 mars 1949

## Distribution
- Eitarō Ozawa : Fujimura
- Michiyo Kogure : Mme Mibu
- Akitake Kōno : Tachibana
- Takashi Shimura : chef de la police
- Minoru Takada : Doi
- Shin Tokudaiji : Yoshioka
- Ichiro Ryuzaki : Nango
- Kinzō Shin : Kano
- Yasuo Hisamatsu : Mihara

## Production
Le film est l'un des premiers films de la Tōhō à utiliser d'importants effets spéciaux, réalisés par Eiji Tsuburaya. La technologie a ensuite été réutilisée pour le film Godzilla, sorti 1954.

## Sortie
La Femme de l'enfer est sorti au Japon le 15 mars 1949, distribué par Tōhō.

## Éditions en vidéo
Le film est sorti en DVD le 21 octobre 2019 chez Asahi shinbun.